# Vendetta Mathea
Vendetta Mathea, née en 1953 à Détroit (Michigan), est une chorégraphe, danseuse, pédagogue et plasticienne franco-américaine.

## Biographie

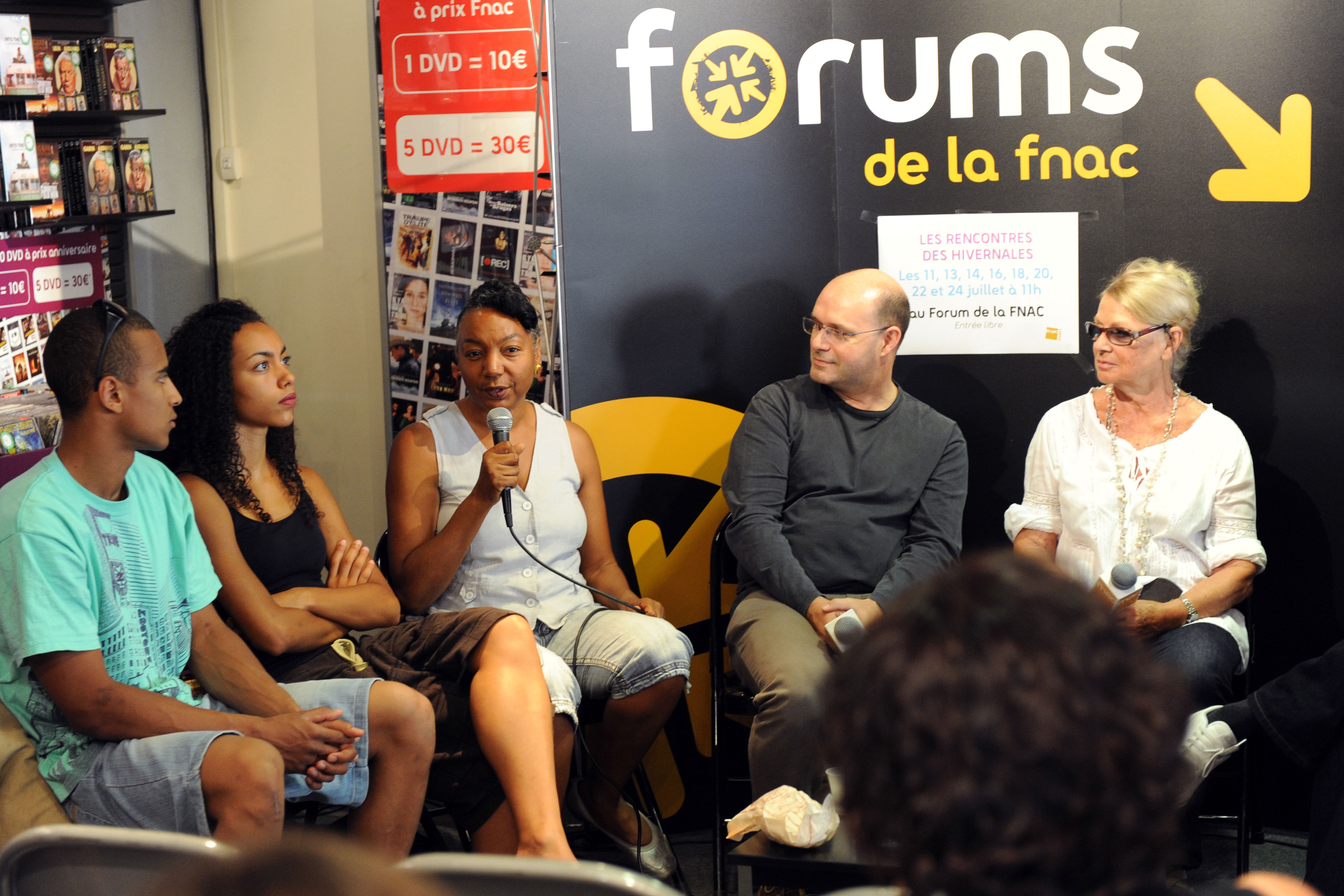
Vendetta Mathea, avec Philippe Verrièle (au centre), Amélie Grand (à droite) et Surya Berthomieux (à gauche)

Fille d'une mère danseuse moderne et d'un père jazzman (saxo ténor), Vendetta Mathea a suivi une formation en danse et musique à Détroit dans le cadre du programme Dance Power avec Manuel Alum, Merce Cunningham, José Limón et Arthur Mitchell, à l'Université de Détroit avec Lisa Novac.
Elle s'installe à New York en 1971 où elle poursuit sa formation au Alvin Ailey American Dance Theater, au Dance Theatre of Harlem avec Mary Barnett et à la Juilliard School entre autres avec Alfredo Corvino et Kazuko Hirabayashi. Elle s'est également formée auprès de divers professeurs tels Louis Falco, Finis Jhung, Jennifer Muller, Walter Raines et Clay Taliaferro.
Elle danse au sein de compagnies des chorégraphes Vanoye Aikens, Mary Barnett, Katherine Dunham, Garth Fagan, Clifford Fears, Kazuko Hirabayashi, Lukas Hoving, Shamus Murphy, Eleo Pomare, Paul Taylor, Morton Winston, Yuriko ainsi qu'avec Walter Nicks. 
Vendetta Mathea interprète ses propres pièces en solo à partir de 1979.
Elle crée en France à Toulouse en 1981 la Compagnie Vendetta Mathea qui s'installe à Aurillac en 1985.
En 1987, Vendetta Mathea crée le Festival Danse d'Aurillac.

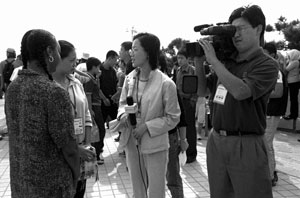
Vendetta Mathea en Chine, Quindao, 2002

De 1993 à 1995, Vendetta Mathea réalise avec le concours d’une cinquantaine de danseurs, chanteurs, musiciens, plasticiens de tous bords, des recherches sur le thème "Modernité gestuelle et Tradition musicale". Ces recherches conduisent à la création de trois pièces chorégraphiques. Vendetta Mathea est l'auteur d'une cinquantaine de pièces dont Women présentée à New-York en 2004.

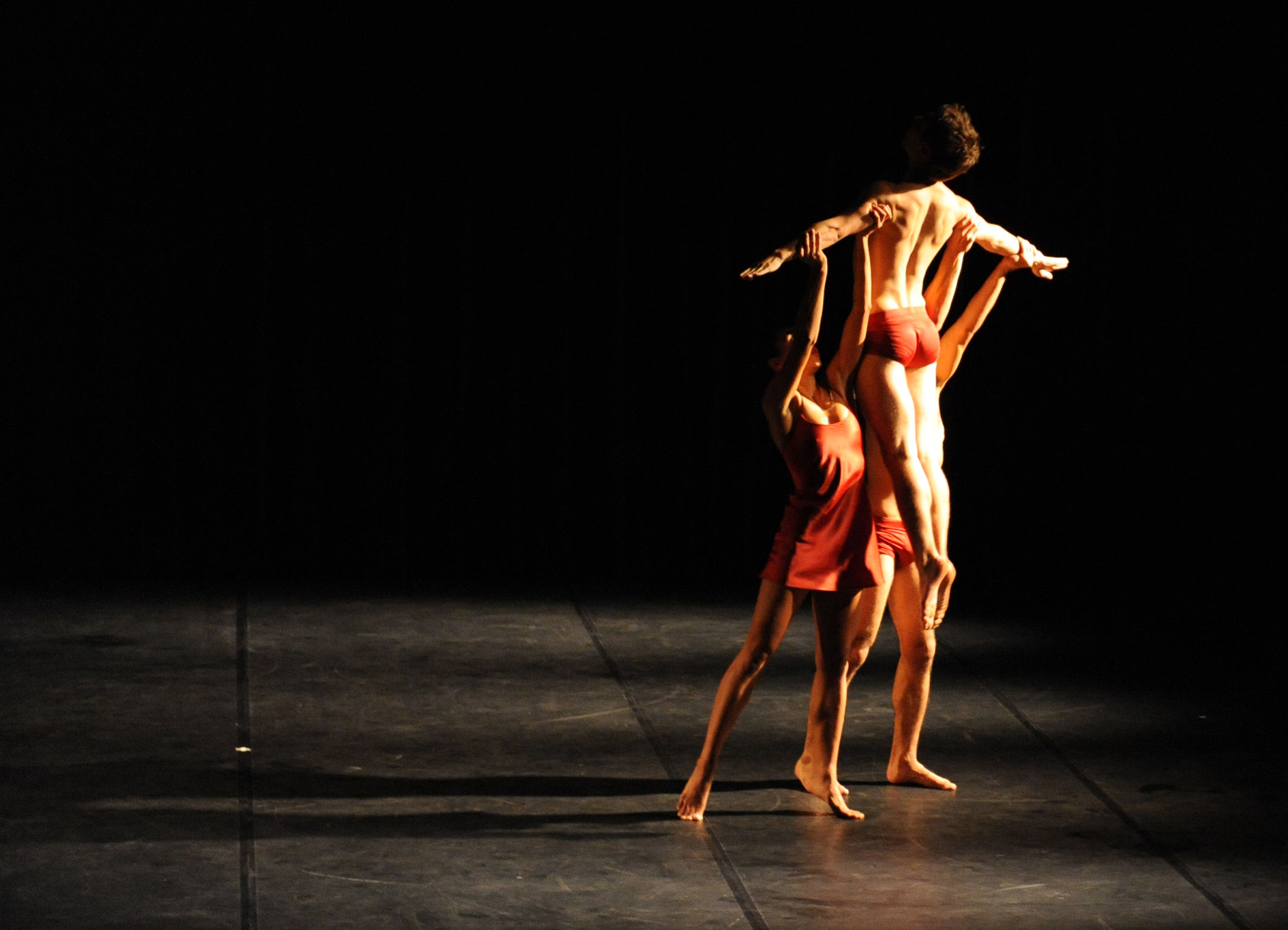
Homme Animal

La pièce "Homme|  Animal" a été présentée au Festival d'Avignon en juillet 2009 , créée en janvier 2010 à Paris  puis à nouveau présentée au Festival d'Avignon 2010 , avant d'entamer des tournées à l'international qui se poursuivent encore . 
En juillet 2013 au Festival d'Avignon puis en août à New York, Vendetta Mathea crée la pièce "Water Soul", deuxième volet d'un diptyque avec "Homme | Animal",,.
À cette occasion, la compagnie Vendetta Mathea & Co réalise une première mondiale avec la création lumière de la pièce réalisée intégralement avec des projecteurs leds reliés en HF,,.

Depuis 1992, Vendetta Mathea dirige La Manufacture à Aurillac, ancienne friche industrielle de 1 300 m2, construite en 1898 par Durand Lafon et intégralement rénovée en 2008 en faisant appel au bois et aux technologies nouvelles, devenue campus chorégraphique et incubateur accueillant artistes en résidence et artistes en formation professionnelle ,.